# フリースタイルスキー・ワールドカップ 2001-2002
フリースタイルスキー・ワールドカップ 2001-2002は2001年9月8日から2002年3月16日まで開催された23シーズン目となるフリースタイルスキー・ワールドカップである。

## 競技種目
前シーズンに引き続き、エアリアル（AE）、モーグル（MO）、デュアルモーグル（DM）の3種目が行なわれた。

## 日程
| 年     | 月日                                             | 種目 | 開催地               | 優勝者                   | 優勝者                   |
| 年     | 月日                                             | 種目 | 開催地               | 男子                     | 女子                     |
| ------ | ------------------------------------------------ | ---- | -------------------- | ------------------------ | ------------------------ |
| 2001年 | 9月8日                                           | AE   | マウント・ブラー     | エリック･ベルゴースト    | ジャッキー・クーパー     |
| 2001年 | 9月9日                                           | AE   | マウント・ブラー     | 中止                     | アラ・チュペール         |
| 2001年 | 12月1日                                          | MO   | ティーニュ           | ヨハン・グレゴワール     | カーリー・トロー         |
| 2001年 | 12月14日                                         | MO   | スチームボート       | ステファン・ローション   | カーリー・トロー         |
| 2001年 | 12月15日                                         | DM   | スチームボート       | リシャール・ゲイ         | クリスティン・ゲルグ     |
| 2002年 | 1月6日                                           | MO   | オーベルストドルフ   | ヤンネ・ラハテラ         | シャノン・バーキー       |
| 2002年 | 1月11日                                          | MO   | サン・ラリー・スラン | ジョニー・モズレー       | カーリー・トロー         |
| 2002年 | 1月12日                                          | MO   | サン・ラリー・スラン | サミ・ムストネン         | カーリー・トロー         |
| 2002年 | 1月12日                                          | AE   | モントランブラン     | エリック･ベルゴースト    | ジャッキー・クーパー     |
| 2002年 | 1月13日                                          | AE   | モントランブラン     | ニコラス・フォンティーン | ヴェロニカ・バウアー     |
| 2002年 | 1月18日                                          | AE   | レークプラシッド     | アレクセイ・グリチン     | ヴェロニカ・バウアー     |
| 2002年 | 1月19日                                          | MO   | レークプラシッド     | ジェレミー・ブルーム     | カーリー・トロー         |
| 2002年 | 1月20日                                          | AE   | レークプラシッド     | エリック･ベルゴースト    | アラ・チュペール         |
| 2002年 | 1月26日                                          | DM   | ウィスラー           | ガース・ヘイガー         | レイチェル・ベリヴォー   |
| 2002年 | 1月27日                                          | AE   | ウィスラー           | ドミトリ・アルキポフ     | アラ・チュペール         |
| 2002年 | 2月9日から2月19日 ソルトレイクシティオリンピック |      |                      |                          |                          |
| 2002年 | 3月3日                                           | MO   | 猪苗代町             | ミッコ・ロンカイネン     | ジェニファー・ハイル     |
| 2002年 | 3月9日                                           | DM   | 斑尾高原             | ライアン・ジョンソン     | イングリッド・ベルトセン |
| 2002年 | 3月10日                                          | MO   | 斑尾高原             | サミ・ムストネン         | シャノン・バーキー       |
| 2002年 | 3月16日                                          | MO   | ルカ                 | ミッコ・ロンカイネン     | カーリー・トロー         |

## 総合成績

### オーバーオール
| 順位 | 名前                       | ポイント |
| ---- | -------------------------- | -------- |
| 1位  | マティアス・ウェクスティン | 100      |
| 2位  | ヴィンセント・エストック   | 80       |
| 3位  | ヤンネ・ラハテラ           | 78       |

| 順位 | 名前                 | ポイント |
| ---- | -------------------- | -------- |
| 1位  | リディア・ラシラ     | 100      |
| 2位  | ジャッキー・クーパー | 58       |
| 3位  | アンナ・ズカル       | 55       |

### エアリアル
男子は1戦が中止されて全6戦、女子は全7戦が行なわれた。有効ポイント制により、男子は6戦中の4戦（75％）が有効でポイントは400点満点、女子は7戦中の5戦が有効でポイントは500点満点となる。男子はエリック･ベルゴーストが連覇した。女子はアラ・チュペールがベラルーシ人初の総合優勝を果たした。
| 順位 | 名前                  | ポイント |
| ---- | --------------------- | -------- |
| 1位  | エリック･ベルゴースト | 392      |
| 2位  | アレクセイ・グリチン  | 376      |
| 3位  | アレシュ・バレンタ    | 364      |

| 順位 | 名前                   | ポイント |
| ---- | ---------------------- | -------- |
| 1位  | アラ・チュペール       | 492      |
| 2位  | ジャッキー・クーパー   | 428      |
| 3位  | ディードラ・ディオンヌ | 420      |

### モーグル
全9戦が行なわれた。有効ポイント制により、9戦中の6戦が有効でポイントは600点満点となる。男子は4年ぶりにアメリカの選手が総合優勝した。女子はカーリー・トローが6戦で優勝して600点満点を獲得し連覇した。
| 順位 | 名前                   | ポイント |
| ---- | ---------------------- | -------- |
| 1位  | ジェレミー・ブルーム   | 564      |
| 2位  | ステファン・ローション | 508      |
| 3位  | サミ・ムストネン       | 500      |

| 順位 | 名前                 | ポイント |
| ---- | -------------------- | -------- |
| 1位  | カーリー・トロー     | 600      |
| 2位  | ハンナ・ハーダウェイ | 556      |
| 3位  | シャノン・バーキー   | 556      |

### デュアルモーグル
全3戦が行なわれた。3戦のみの為、全戦が有効でポイントは300点満点である。男子は2年ぶりにフランスの選手が総合優勝した。女子はクリスティン・ゲルグがドイツ人初の総合優勝を果たした。
| 順位 | 名前                   | ポイント |
| ---- | ---------------------- | -------- |
| 1位  | リシャール・ゲイ       | 264      |
| 2位  | ガース・ヘイガー       | 236      |
| 3位  | ステファン・ローション | 188      |

| 順位 | 名前                 | ポイント |
| ---- | -------------------- | -------- |
| 1位  | クリスティン・ゲルグ | 232      |
| 2位  | カーリー・トロー     | 212      |
| 3位  | タミ・ブラッドリー   | 204      |